# Dhimitër Xhuvani
Dhimitër Xhuvani (* 23. Mai 1934 in Pogradec; † 19. Oktober 2009 in Tirana) war ein albanischer Schriftsteller. Er ist der Autor zahlreicher Kurzgeschichten, Romane und Drehbücher.

## Leben und Werk
Xhuvani absolvierte 1953 zunächst ein Medizinstudium und arbeitete mehrere Jahre in verschiedenen Krankenhäusern auf dem Land. 1959 erschien sein erster Erzählband, was ihm ein Studium an der Fakultät für Geschichte und Philologie der Universität Tirana und später auch in Moskau am Maxim-Gorki-Literaturinstitut ermöglichte. Nach seiner Rückkehr nach Albanien arbeitete er für die Literaturzeitschrift Drita. Sein erster Roman „Der Tunnel“ (Tuneli, 1966) brachte ihm sogleich Schwierigkeiten ein: Das Buch wurde im Zuge der Kulturrevolution verboten, und wie viele andere Künstlerinnen und Künstler musste er an die „Basis“, also zur „ideologischen Umerziehung“ in die Provinz, um dort körperliche Arbeit zu verrichten. Später durfte er nach Tirana zurückkehren. 1970 erschien sein Roman „Wieder auf den Beinen“ (Përsëri në këmbë), der dem Sozialistischen Realismus zuzurechnen ist und einen Kompromiss mit dem Regime darstellt. Laut Elsie ist das Werk eine vollständige Imitation des sowjetischen Vorbilds Wie der Stahl gehärtet wurde von Nikolai Alexejewitsch Ostrowski. Die erzwungene Linientreue setzt sich in den beiden Jahrzehnten vor dem Fall des Regimes fort. Darunter fällt auch Xhuvanis Filmschaffen als Drehbuchautor.
Der politische Umbruch in Albanien zu Beginn der 1990er Jahre bedeutete eine neue Phase in Xhuvanis Werk. Ein Beispiel hierfür ist der 1993 erschienene Roman „Ein Leben im Sarg“ (Jetë në arkivol), in dem er die Unterdrückungsmechanismen der stalinistischen Diktatur beschreibt. Der Protagonist des Buches wird wegen des Verdachts einer subversiven Tätigkeit im Laufe der Verhöre zu Tode gefoltert; anhand der Figur des anwesenden Arztes wird die Frage der Schuld erläutert, da der Beteiligte in einem schleichenden Prozess zum Mittäter wird. In den während der 1990er entstandenen Kurzgeschichtensammlungen fängt Dhimitër Xhuvani die Wirren der albanischen Wendezeit ein. Sein letzter Roman „Die Vergewaltiger“ (Përdhunuesit) über männlichen Machtmissbrauch blieb Fragment.
Xhuvanis Werk lässt sich in drei Phasen einteilen, für seine Anerkennung als bedeutender Autor erwies sich dies vom heutigen Standpunkt aus als hinderlich. Als unliebsamer Schriftsteller konnte er sich unter dem stalinistischen Regime kein Gehör verschaffen und wurde mundtot gemacht. Die unter der Diktatur entstandenen, dem Sozialistischen Realismus zuzurechnenden Werke wiederum können heutige Lesende kaum überzeugen. Während der dritten, ebenfalls produktiven Phase als Autor der Wendezeit gelang es Xhuvani nicht, ein breiteres oder gar ausländisches Publikum zu erreichen. Eine Ausnahme stellt der Spielfilm Mein Freund, der Feind dar, eine albanisch-deutsch-französische Koproduktion, bei der wie auch bei anderen Filmprojekten Xhuvanis sein Sohn Gjergj (1963–2019) Regie führte.

## Veröffentlichungen

### Kurzgeschichten und Novellen
- Kambanat e fundit („Die letzten Glocken“), Tirana, 1959.
- Midis dy netëve („Zwischen zwei Nächten“), Tirana, 1961.
- Rrugëve të kantiereve („Auf den Wegen der Baustellen“), Tirana, 1971.
- Mëngjese lufte („Der Tagesanbruch während des Kriegs“), Tirana, 1972.
- Gruaja lakuriq („Die nackte Frau“), Tirana, 1993.
- Përralla për fëmijë dhe pleq („Märchen für Kinder und Alte“), Tirana, 1995.
- I mbyturi i Otrantos („Der Ertrunkene von Otranto“), Tirana, 1996.
- Këmbana e thyer e Kremlinit („Die zerbrochene Glocke des Kremls“), Tirana, 1996.
- Na ruaj mendtë, o Zot! („Gott, bewahr uns den Verstand!“), Tirana, 1998.
- Sytë e Zotit: tregimet e Kosovës („Die Augen Gottes: Erzählungen über Kosova“), Tirana, 2005.

### Romane
- Tuneli („Der Tunnel“), Tirana, 1966.
- Përsëri në këmbë („Wieder auf den Beinen“), Tirana, 1970.
- Fan Smajli, Tirana, 1972.
- Zgjimi i Nebi Surrelit („Das Erwachen des Nebi Surreli“), Tirana, 1974.
- Shtegu i bardhë („Der weiße Pfad“), Tirana, 1976.
- Do të jetojmë ndryshe („Wir werden einmal anders leben“), Tirana, 1979.
- Vdekja e zotit Kaloti („Der Tod des Herrn Kaloti“), Tirana, 1981.
- Shpirtin nuk e shes („Meine Seele verkaufe ich nicht“), Tirana, 1983.
- Bota ime („Meine Welt“), Tirana, 1984.
- Dhimbja e dritës („Der Schmerz des Lichts“), Tirana, 1989.
- E nesërmja e një gruaje („Der Morgen einer Frau“), Tirana, 1990.
- E dielë pas vdekjes („Der Sonntag nach dem Tod“), Tirana, 1992.
- Jetë në arkivol („Ein Leben im Sarg“), Tirana, 1993.
- Kryqëzimi i dytë i Krishtit („Die zweite Kreuzigung Christi“), Tirana, 1996.
- Kupa e helmit („Der Giftbecher“), Tirana, 2001.
- Letra e Sonjës („Sonjas Brief“), Tirana, 2005.
- Dashuri e harruar („Vergessene Liebe“), Tirana, 2007.

### Drehbücher und Theaterstücke
- Dasma e dritave („Die Hochzeit der Lichter“), 1967.
- Mbas dy vjetëve („Zwei Jahre später“), 1968.
- Montatorja („Die Monteurin“), 1970.
- Brazda („Die Furche“), 1973.
- Rrugicat që kërkonin diell („Sträßchen, die nach Licht suchten“), 1975.
- Shtëpia e Vreshanajve („Das Haus der Vreshanas“), 1976.
- Përtej murëve të gurta („Jenseits der Steinmauern“), 1979.
- Në prag të jetës („An der Schwelle zum Leben“), 1982.
- Koha nuk pret („Die Zeit wartet nicht“), 1983.
- Në jetë („Am Leben“), 1985.
- Melodi e pandërprerë („Eine unaufhörliche Melodie“), 1985.
- Kronikë e atyre netëve („Eine Chronik jener Nächte“), 1986.
- Bardhësi („Das Weiß“), 1986.
- Për pak tokë e një grua („Für ein wenig Land und eine Frau“), 1989.
- Shpresa („Die Hoffnung“), 1989.
- Një ditë nga një jetë („Ein Tag aus einem Leben“), 1993.
- Dashuria e fundit („Die letzte Liebe“), 1995.
- Funeral Business, 1999.
- Mein Freund, der Feind, 2004.

### Auf Deutsch
- Stalins Fluch ("Jetë në arkivol"), Norderstedt, 2024, ISBN 978-3-758-34130-4[3]